# Prosper Wielemans
Jean Prosper Wielemans (Brussel, 21 februari 1850 – aldaar, 14 april 1932) was een Belgisch bierbrouwer en senator.

## Biografie
Wielemans was bierbrouwer bij brouwerij Wielemans-Ceuppens die zich later vestigde in het gebouw Wiels. In 1919 werd hij verkozen tot liberaal senator voor het arrondissement Hasselt-Tongeren-Maaseik; hij bleef senator tot 1921. In 1911 werd hij benoemd tot officier in de Leopoldsorde. Zijn zoon Léon (1889–1972) volgde hem op als brouwer en was jarenlang burgemeester van Vorst.